# Iissalo (ö i Satakunta)
Iissalo är en ö i Finland. Den ligger i sjön Pyhäjärvi och i kommunen Säkylä i den ekonomiska regionen  Raumo ekonomiska region  och landskapet Satakunta, i den sydvästra delen av landet, 170 km nordväst om huvudstaden Helsingfors. Öns area är 7,7 hektar och dess största längd är 480 meter i öst-västlig riktning.